# たいらはじめ
たいら はじめは、日本の漫画家。同人サークル「L.T.M.」を主宰しつつ、成人向け漫画雑誌を主体に活動している。

## 経歴・人物
デビュー当初は、同人誌活動をしながら、ホビージャパン社のRPGマガジンにてリプレイの挿し絵を掲載。その後同社のマニア向け漫画雑誌『コミックマスター』にてファンタジーRPG漫画などを連載。この頃に、竜の血を引くスーパーヒロインを主人公とした初単行本『DRAGON・BLOOD!』が発売されている。しかし、この単行本発売後、一般誌での活動はほとんどおこなっていない。
その後、この『DRAGON・BLOOD!』のヒロインを主人公とした、かなりハードな内容の成人向け漫画同人誌「ニセDRAGON・BLOOD!」（当初のタイトルは「ニセLUMINARY」）シリーズの発行を開始。同人誌業界では一般商業漫画をモチーフに成人向けにアレンジしたパロディ漫画（通称エロパロ）は数多いが、元ネタとなる漫画の作者本人が、自分自身の作品のキャラを使ってエロパロを発行することは当時は極めて稀であったため、このことは当時一部で話題となる。
近年は商業誌と同人誌の活動を並行しておこなう漫画家が増加したことにより、プロ漫画家本人による自作品のエロパロ作品の発行はそれほど珍しくなくなってきているが、たいていは単発的なネタで描かれている物である。ところが、この「ニセDRAGON・BLOOD!」シリーズは開始から10年以上経った現在も連載が続いており、その総ページ数は元ネタとなった単行本の3～4倍にも及び、もはやパロディではなく、こちらの方がメインだと言ってしまってもおかしくない状況である。自作品のエロパロ同人誌をこれほど長く発行し続けている例は他に類を見ない。
そして、この「ニセDRAGON・BLOOD!」シリーズが軌道に乗ったことにより、成人向け漫画雑誌である『ペンギンクラブ山賊版』に再デビューを果たし商業誌活動を再開。その後は途切れなく数多くの単行本を発行している。
作品の傾向は、王女様や女騎士など気丈で男勝りなヒロインが堕ちていく作品が圧倒的に多い。これらの作品は根底に「ニセDRAGON・BLOOD!」が基本となっており、シチュエーションなど「ニセDRAGON・BLOOD!」で既に描かれた物の焼き直しが散見される。また、コミックスカバーの折り返しには（作品の内容がバッドエンドでも）陽気なイメージの四コマ漫画が描かれている事が多い。

## 作品リスト

### 一般向け単行本
- 『DRAGON・BLOOD! 竜の血統〈死者〉アーデル編』 （1994年3月発売、ホビージャパン、ISBN 4-89425-021-7）
- 『「ペンドラゴン」リプレイ - 三つの槍の探索』 （1994年10月発売、挿し絵、著：佐藤俊之、SBクリエイティブ、ISBN 4-89052-574-2）

#### 一般向けアンソロジーコミック
- 「さ・け・び」 （1994年11月、ホビージャパン、『龍虎の拳アミューズメントアンソロジーシリーズ10』内に所収、ISBN 978-4-89425-043-7）

### 成人向け単行本
1. 『ウルザの館』 （1997年2月15日〈1997年1月発売〉、富士美出版〈富士美コミックス〉、ISBN 4-89421-197-1）
  - 『ウルザの館』 新装版 （2005年11月発売、蒼竜社〈プラザCOMIX〉、ISBN 4-88386-276-3）
2. 『姫将軍シェラハ』 （1998年1月発売、富士美出版〈富士美コミックス〉、ISBN 4-89421-258-7）
3. 『キャスター玲子』 （1999年5月発売、富士美出版〈富士美コミックス〉、ISBN 4-89421-323-0）
4. 『CHANGE』 （シュベール出版〈シュベールコミックス〉、全2巻）
  1. 1999年12月発売、ISBN 4-88332-182-7
  2. 2000年10月発売、ISBN 4-88332-208-4

  - 『CHANGE!』 新装版 （シュベール出版〈零式コミックスコンパクト〉、全2巻）
    1. 2002年8月30日、ISBN 4-88332-258-0
    2. 2002年8月30日、ISBN 4-88332-259-9

  - 『CHANGE! 1・2[CD-ROM]』 （2002年12月、リイド社〈零式Eカードコミックス〉、ISBN 4-8458-2367-5、全1巻）
5. 『BAD MOON…』 （2000年2月発売、富士美出版〈富士美コミックス〉、ISBN 4-89421-367-2）
  - 読切作品として『ウルザの館』に収録されたものを第一話として、全9話連載されて単行本化された。
6. 『悠久の刻』 （2000年4月20日発売[1]、ティーアイネット〈MUJIN COMICS〉、ISBN 4-88774-014-X）
  - 『悠久の刻』 新装版 （2016年5月13日発売[2]、三和出版〈サンワコミックス〉、ISBN 978-4-7769-9081-9）
7. 『蘭の花影』 （2001年3月、ワニマガジン社〈ワニマガジンコミックススペシャル〉、ISBN 4-89829-464-2）
8. 『Yu-ki』 （2001年6月20日発行[3]、茜新社〈TENMA COMICS〉、ISBN 4-87182-454-3）
9. 『D.D.』 （2001年11月2日発売[4]、ティーアイネット〈MUJIN COMICS〉、ISBN 4-88774-053-0）
10. 『亜弥』 （2002年12月6日発売[5]、ティーアイネット〈MUJIN COMICS〉、ISBN 4-88774-082-4）
11. 『聖王女フェリシア』 （茜新社〈TENMA COMICS〉、上下巻）
  - 上巻 2002年11月20日発行[3]、ISBN 4-87182-544-2
  - 下巻 2003年4月10日発行[3]、ISBN 4-87182-571-X
12. 『瑠璃・玻璃』 （2003年12月5日発売[6]、ティーアイネット〈MUJIN COMICS〉、ISBN 4-88774-107-3）
13. 『ヒメカ 生徒会長 姫香』 （2004年10月発売、富士美出版〈富士美コミックス〉、ISBN 4-89421-595-0）
14. 『仮面の騎士オレアナ』 （茜新社〈TENMA COMICS〉、全2巻）
  - 前編 2004年11月25日発行[3]、ISBN 4-87182-714-3
  - 後編 2004年11月25日発行[3]、ISBN 4-87182-715-1
15. 『隷嬢アナ恭子』 （2004年12月3日発売[7]、ティーアイネット〈MUJIN COMICS〉、ISBN 4-88774-131-6）
16. 『W.W.L.』 （2006年3月15日発行[3]、茜新社〈TENMA COMICS〉、ISBN 4-87182-830-1）
17. 『type-H』 （2006年9月22日発売、幻冬舎コミックス〈バーズコミックスギガ〉、ISBN 4-344-80830-4）
18. 『エルリア』 （2007年6月29日発行[3]、茜新社〈TENMA COMICS〉、ISBN 978-4-87182-922-9）
19. 『御堂按摩院にようこそ』 （2008年11月14日発行[3]、茜新社〈TENMA COMICS〉、ISBN 978-4-86349-037-6）
20. 『エルフ騎士マリカ淫辱遊戯』 （2009年10月27日発行[3]、茜新社〈TENMA COMICS〉、ISBN 978-4-86349-102-1）
21. 『姫辱淫夢アルフィナ』 （2010年8月7日発売[8]、海王社〈海王社コミックス〉、ISBN 978-4-7964-0067-1）
  - 『姫辱淫夢アルフィナ』 （2019年9月発行、楽楽出版〈RK COMICS CYBERIA SERIES〉、ISBN 978-4-86704-806-1）
22. 『瑠璃色の花』 （2010年9月17日発行[9]、茜新社〈TENMA COMICS〉、ISBN 978-4-86349-176-2）
23. 『淫堕の鬼姫アンネローゼ』 （2012年12月5日発売[8]、海王社〈海王社コミックス〉、ISBN 978-4-79640-376-4）
  - 『淫堕の鬼姫アンネローゼ』 （2020年1月発行、楽楽出版〈RK COMICS CYBERIA SERIES〉、ISBN 978-4-86704-820-7）
24. 『白濁戦姫エレアノール』 （2014年11月5日発売[8]、海王社〈海王社コミックス〉、ISBN 978-4-79640-636-9）
  - 『白濁戦姫エレアノール』 （2020年1月発行、楽楽出版〈RK COMICS CYBERIA SERIES〉、ISBN 978-4-86704-844-3）
25. 『淫獄の皇姫ディートリンデ』 （2016年9月5日発売[8]、海王社〈海王社コミックス〉、ISBN 978-4-7964-0908-7）
  - 『淫獄の皇姫ディートリンデ』 （2019年9月発行、楽楽出版〈RK COMICS CYBERIA SERIES〉、ISBN 978-4-86704-882-5）
26. 『淫落の聖女エルヴィーネ』 （2018年4月5日発売[8]、海王社〈海王社コミックス〉、ISBN 978-4-7964-1134-9）
  - 『淫落の聖女エルヴィーネ』 （2019年8月発行、楽楽出版〈RK COMICS CYBERIA SERIES〉、ISBN 978-4-86704-930-3）
27. 『牝贄女教師 理亜と美羽』 （2020年5月発行〈同日発売[8]〉、楽楽出版〈RK COMICS CYBERIA SERIES〉、ISBN 978-4-86704-427-8）
28. 『白銀姫・アンリエットの淫難～天才軍師の堕とし方～』（2022年12月06日発売〈12月20日発行〉、ゲネシス（発行） / 鉄人社（発売）〈GENESYS COMICS〉、ISBN 978-4-86537-723-1）

#### 成人向けアンソロジーコミック
- 「駐車場にて・・・」（1997年4月、コンパス、『禁断の血族 / GLO･RI･A アンソロジーコミック』内に所収、ISBN 978-4-90640-781-1）

### 一般向け同人誌
- LUMINARY シリーズ （1986年12月 - 2000年8月、全26巻）

### 成人向け同人誌
- ニセLUMINARY シリーズ （1994年12月 - 1995年12月、全3巻）
- ニセDRAGON・BLOOD! シリーズ （1996年8月 - 2018年10月現在で全32巻〈巻表記では23〉、現在も継続中）

他多数

### 成人向けゲーム作品
- 『プリンセスムーン ～聖宝石騎士団の受難～』 （2004年4月9日発売[10]、MAIKA、原画）

### ゲームリプレイ挿絵
- 『「ペンドラゴン」リプレイ - 三つの槍の探索』 （ホビージャパンRPGマガジン連載。上記のソフトバンク版書籍の元となった）
- 『「Land of Ninja」リプレイ - 飛鳥風雲録』 （ホビージャパンRPGマガジン連載。ペンドラゴンに引き続き連載。しかし、政治的理由で途中打ち切り）